# هنک من
هَنک مَن (انگلیسی: Hank Mann؛ زاده ۲۸ مه ۱۸۸۷ - درگذشت ۲۵ نوامبر ۱۹۷۱) بازیگر اهل ایالات متحده آمریکا بود.

## گزیدهٔ فیلم‌شناسی
- شورش
- قهرمان جدید میبل
- پیک‌نیک پیشخدمت
- پلیس بنگفیل
- میراث هافمایر
- در چنگال تبهکاران
- گامی نادرست
- عشق پولی
- آن حلقه کوچک طلا
- عشوه‌گری چاقالو
- توله‌سگ شجاع چاقالو
- نقش جدید چاقالو
- بازدید میبل و چاقالو از نمایشگاه جهانی سان فرانسیسکو
- فرجام چاقالو
- یک زیباروی حمام
- او به شکار می‌رود
- یاران
- مخاطرات پائولین
- هنگامی که رؤیاها به حقیقت می‌پیوندند
- سند بدهکاری مورفی
- تبهکاران
- ماجرای پرشور هالیوود
- رفیق شفیق او، بارون
- هتل کی‌استون
- استادان رقص
- آن گروه موسیقی رگتایم
- مصون در زندان
- رئیس هیئت منصفه